# 山梨県立大学
山梨県立大学（やまなしけんりつだいがく、英語: Yamanashi Prefectural University）は、山梨県甲府市飯田5-11-1に本部を置く日本の公立大学。2005年創立、2005年大学設置。大学の略称は梨県大（なしけんだい）、県大。
山梨県立看護大学と山梨県立女子短期大学が2005年4月に統合してできた。

## 沿革

### 山梨県立看護大学
- 1953年 - 山梨県立高等看護学院の開校。
- 1955年 - 山梨県立高等看護学院に保健婦学科を併設。
- 1994年 - 山梨県立高等看護学院の保健婦学科を保健学科に名称変更。
- 1995年 - 山梨県立看護短期大学の開学。
- 1998年 - 山梨県立高等看護学院の看護学科廃止。山梨県立看護大学の開学。山梨県立看護短期大学を、山梨県立看護大学短期大学部に名称変更。
- 2001年 - 山梨県高等看護学院閉校、同学院保健婦学科の廃止。
- 2002年 - 山梨県立看護大学大学院の開設。
- 2005年 - 山梨県立看護大学及び山梨県立看護大学大学院の学生募集停止。
- 2006年 - 山梨県立看護大学短期大学部学生募集停止。
- 2008年 - 山梨県立看護大学短期大学部閉学。

### 山梨県立女子短期大学
- 1966年 - 山梨県立女子短期大学開学。

家政科→後に生活科学科と改称。
幼児教育科
国文科
- 1988年 - 国際教養科増設。
- 2005年 - 学生募集停止。

### 学部
- 国際政策学部
  - 総合政策学科
  - 国際コミュニケーション学科
- 人間福祉学部
  - 福祉コミュニティ学科
  - 人間形成学科
- 看護学部
  - 看護学科

#### コース（２年次選択）
- 総合政策学科
  - 地域マネジメントコース
  - 国際関係・観光メディアコース
  - 創発デザインコース
- 国際コミュニケーション学科
  - 国際コミュニケーションコース
  - 国際関係・観光メディアコース
  - 創発デザインコース

### 大学院
- 看護学研究科
  - 看護学専攻
- 人間福祉学研究科（2024年4月開設）
  - 人間福祉学専攻

附設機関
- 地域研究交流センター

### PENTAS YAMANASHI
- PENTAS YAMANASHI[1]とは山梨県立大学を中心に、山梨大学、山梨英和大学と事業協働機関が協力している「VUCA時代の成長戦略を支える実践知教育プログラム」の事業通称名である。学生の能力開発、進路相談、実践活動、資格取得といったキャリアに関わる教育プログラムを学部主導の学士課程教育とは別に設計し、地方創生人材育成のため大学・企業・自治体・関係団体で協働的に実践教育を行うシステムを構築している。また、「Volatility (変動性・不安定さ) Uncertainty(不確実性・不確定さ) Complexity(複雑性) Ambiguity(曖昧性・不明確さ)時代を自由に越境する術」の習得により、学生自身が今後のキャリア形成において、社内起業・新 企画開発などが行える高付加価値人材となる教育プログラムを構築し、スキルアップを目指す社会人に対しても展開し、学生・社会人の垣根を超えた地方創生人材の育成に取り組んでいる。この講義は前述したように学生だけではなく、社会人も受講可能な講義である。
- 5つの教育プログラム
  - 観光高度化人材育成プログラム
  - 地域づくり加速化人材育成プログラム
  - ビジネス構想力･経営マインド醸成プログラム
  - 多文化共生対応人材育成プログラム
  - アントレプラナー養成プログラム

## キャンパス
- 飯田キャンパス（国際政策学部・人間福祉学部・大学院人間福祉学研究科）

山梨県甲府市飯田5丁目11-1
北緯35度39分49.5秒 東経138度33分21.1秒 / 北緯35.663750度 東経138.555861度座標: 北緯35度39分49.5秒 東経138度33分21.1秒 / 北緯35.663750度 東経138.555861度
- 池田キャンパス（看護学部・大学院看護学研究科）

山梨県甲府市池田1丁目6-1
北緯35度40分17.1秒 東経138度32分45.3秒 / 北緯35.671417度 東経138.545917度

## 交通
- 飯田キャンパス
  - 甲府駅4番乗り場より山梨交通バス20・25・26・34・42・47・53・56・57・60・70・75・76・77・78・83・90・91・98系統に乗車、「飯田三丁目」バス停下車、徒歩7分
  - 甲府駅南口より徒歩20分
  - 竜王駅より山梨交通バス77系統「県立中央病院・商工会議所経由伊勢町営業所」行きに乗車、「飯田三丁目」バス停下車、徒歩7分
- 池田キャンパス
  - 甲府駅4番乗り場より山梨交通バス77系統「県立中央病院経由竜王駅」行きまたは78系統「県立中央病院経由双葉ニュータウン」行きに乗車、「県立大学看護学部」バス停下車、徒歩3分
  - 竜王駅より山梨交通バス77系統「県立中央病院・商工会議所経由伊勢町営業所」行きに乗車、「県立大学看護学部」バス停下車、徒歩3分

## 対外関係
- 大学コンソーシアムやまなし
- 一般社団法人大学アライアンスやまなし（山梨大学と2019年12月18日設立）[2]

## 他大学との協定
- 北京聯合大学（中国）
- 三育大学校（韓国）
- 仁川大学校（韓国）
- ハンバッ大学校（韓国）
- ナコンラチャシーマー・ラチャパット大学（タイ王国）
- ベトナム国家大学ハノイ校（ベトナム）
- インドネシア大学（インドネシア）
- デモインエリアコミュニティカレッジ（アメリカ）